# Mas Martí (Balsareny)
El Mas Martí del Lloc és una casa pairal de Balsareny (Bages), documentada des del segle xv. Durant segles va ser una de les cases amb més potencial econòmic del poble. Juntament amb el mas Serra de la Plaça (actualment, l'edifici de la Casa de la Vila, el Casal de Gent Gran i cal Sant), eren els propietaris de pràcticament tot el poble. Posteriorment es va conèixer com a casa Torrents, pel cognom del darrer propietari, i també com a cal Sabala, pel cognom de l'administrador que hi vivia. És una casa inclosa en l'Inventari del Patrimoni Arquitectònic de Catalunya, amb el nom de casa Torrents.

## Descripció
Casal de planta rectangular, amb coberta a dues aigües i amb el carener paral·lel a la façana. L'edifici consta de tres plantes i té diversos accessos: el primitiu (un portal al cantó de migdia) i altres oberts al cantó nord. La façana nord ha estat molt modificada i s'ha rehabilitat per a usos municipals. En canvi, la part del darrere és la que manté l'aspecte original: els baixos amb voltes de pedra, primer pis amb galeria amb quatre arcs rebaixats, i al damunt dos amplis terrats. Un barri pel cantó del carrer Trull amb un gran portal de mig punt adovellat tanca els darreres. A l'interior, interessants arcs de tradició gòtica.

## Història
Segons la tradició oral, cal Sabala és de les cases més antigues de Balsareny. Hi ha un celler gran que ha estat utilitzat com a magatzem del material de la Festa dels Traginers.
Fa temps que està deshabitada. La comprà l'ajuntament; el cantó de la plaça s'ha rehabilitat per a serveis mèdics i el cantó del carrer Trull s'ha llogat com a magatzem.